# Karboksiciklopropilglicin
Karboksiciklopropilglicin je agonist NMDA receptora.